# Préhistoire de la Lorraine
 (mai 2023).
- Si vous ne connaissez pas le sujet, laissez ce bandeau (vous pouvez alors contacter les auteurs).
- Si vous supprimez le contenu mis en cause (vous pouvez préalablement contacter les auteurs),

argumentez précisément cette suppression dans la page de discussion
(un manque de référence n'est pas un argument ; une recherche réelle de référence doit avoir été effectuée, être formellement documentée).
Cette page couvre la Préhistoire sur le territoire Lorrain de 2021 et liste des éléments qui s'y rattachent.

## Paléolithique
Le paléolithique s'étend d'environ 1,2 Ma à 9 600 ans avant le présent).

### Éléments de contexte
Les premiers habitants de la Gaule vivaient sur les hauteurs, où ils pouvaient mieux se défendre. C'est ainsi qu'on a retrouvé des souvenirs préhistoriques sur les hauteurs de Malzéville, Messein, Écrouves, Villey-le-Sec, à la Pierre d'Appel, près de Laneuveville-lès-Raon. Peu à peu, ils descendirent dans les vallées, où ils trouvèrent un sol plus fertile, des ressources mieux assurées.
Les hommes vivant à cette période étaient des chasseurs-cueilleurs nomades, dont les déplacements étaient principalement liés à leur quête de nourriture.

### Évènements
- Des témoignages d'activité humaine ont été trouvés à Saint-Mihiel, datant du Magdalénien[3], à la fin de la dernière période glaciaire, au pied de la quatrième roche de Saint-Mihiel, aussi appelée roche plate.
- Les plus anciennes occupations humaines datent du Pléistocène moyen il y a environ 600 000 ans[4].
- En 1882, un biface daté de 200 000 ans avant le présent a été découvert dans une sablière de Montigny-lès-Metz[5].
- Premières traces d’occupation humaines à Metz[6].

## Mésolithique
Le mésolithique s'étend d'environ 9 600 ans à 6 000 ans avant le présent.

### Éléments de contexte
- Le terme mésolithique est proposé dès 1873 pour désigner en Europe les derniers chasseurs-cueilleurs. Le préhistorien Jacques de Morgan, reprenant les traditionnelles classifications ternaires issues de l'âge indo-européen, l'impose en 1909[7] pour désigner la période intermédiaire entre le Paléolithique et le Néolithique dans toutes les régions du monde[8].

### Évènements
- Des traces du Mésolithique ancien (9 800 à 8 000 ans avant J.-C.) ont été mises en évidence à Montenach en Moselle (Important site néolithique fouillé en 1980 : fonds de cabane, maçonnerie, tombes.) alors qu'à Walschbronn (Moselle) il s'agit de la phase moyenne (8 000 à 6 800 ans avant J.-C.) et qu'en de plus nombreux lieux ont été trouvées des traces d'occupations datant du Mésolithique récent à final (6 800 à 5 500 ans avant J.-C.) (Maizières-les-Metz, Puttelange-les-Thionville et Himmeling où ont été découvertes d'importantes stations mésolithiques)[4].

## Néolithique
Le Néolithique s'étend sur le territoire actuel de la Lorraine d'environ 6000 à 2300 av. J.-C.. C'est à cette époque que des établissements humains durables apparaissent en Lorraine.

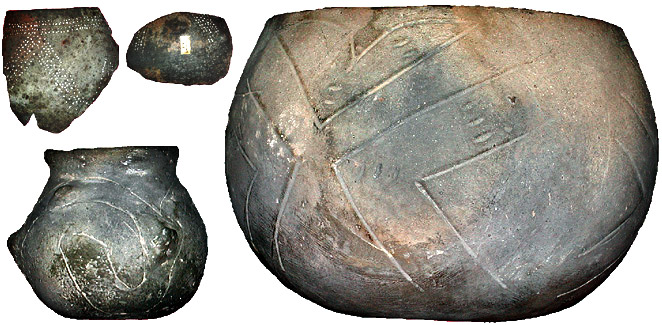
Céramique linéaire du rubané

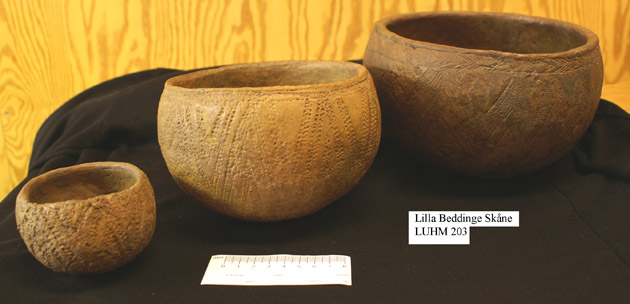
Céramique cordée

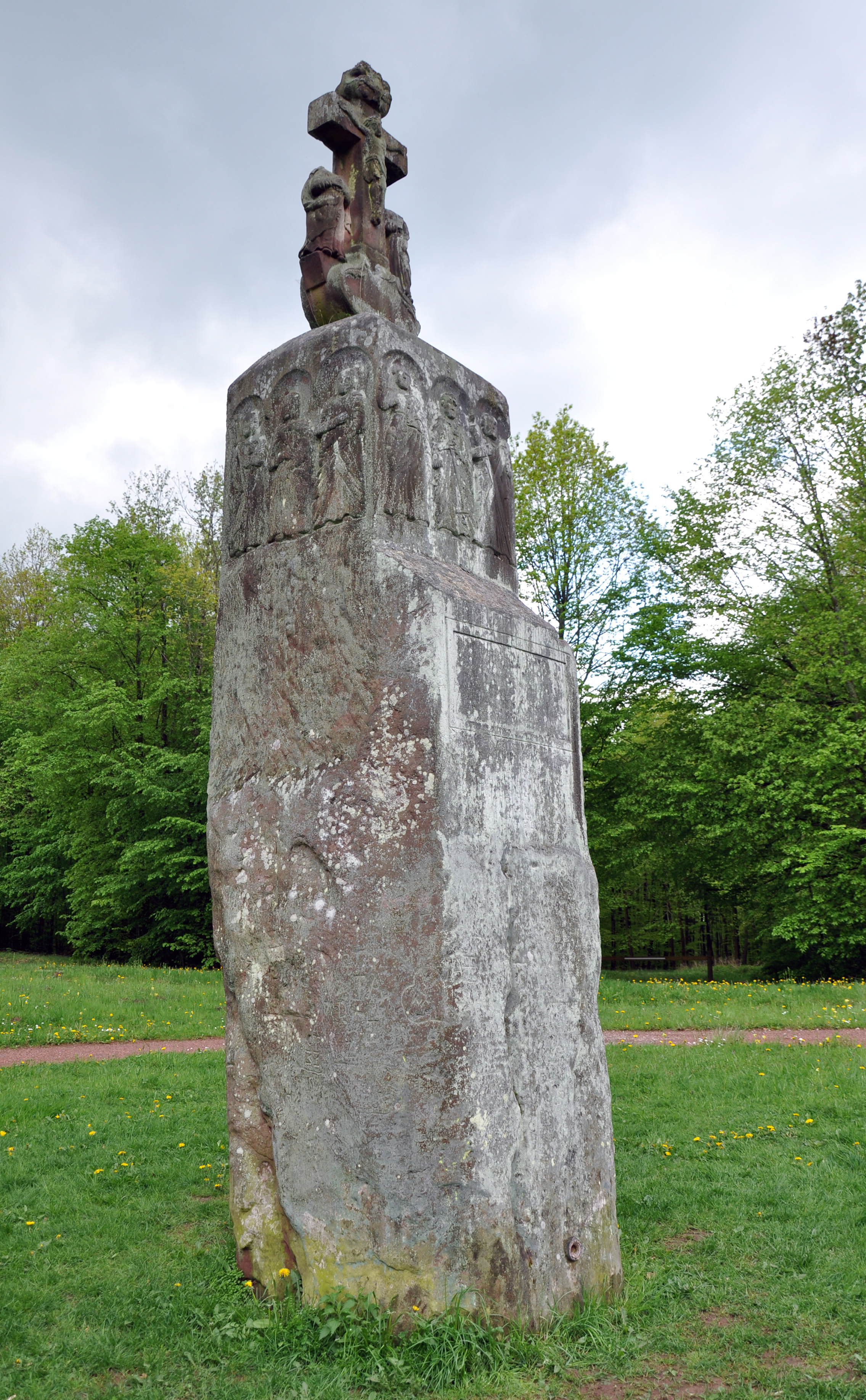
Breitenstein

### Chronologie
La Lorraine est touchée par l'expansion néolithique venue de l'Est vers 5200 / 5000 av. J.-C., via le courant danubien de néolithisation, autrement appelé culture rubanée. C'est possiblement à partir de la Lorraine que le Néolithique se répandra vers le Bassin parisien.
Au Néolithique moyen, le territoire Lorrain voit s'épanouir les cultures de Rössen et de Michelsberg.
Le Néolithique poursuit son évolution en Lorraine par le groupe Mosellan et la culture de la céramique cordée, au Néolithique final.
Il y a 164 à 170 millions d'années, au droit de l'actuel massif de Haye, lorsque son cours était au plus haut, la Moselle creusa la roche calcaire en formant des grottes, comme le gouffre des Chiens à Maron, la grotte du Chaos, la grotte de la Carrière et la grotte du Géant situées à Gondreville, etc. dont certaines furent occupées par les Hommes dès le néolithique,. Au total les communes du massif hébergent une soixantaine de grottes et diaclases explorées par les spéléologues.

### Sites archéologiques
- Le site du ban de devant les ponts, à Metz, fouillé de 1982 à 1985 lors d'aménagements de l'A31, contenait un habitat du rubané final (environ 4700 / 4500 av. J.-C.)[16]. D'autres sites rubanés ont été mis au jour à Sierck-les-Bains, Thionville, Basse-Ham et Marainville-sur-Madon[17].
- Le site de la colline du Rudemont, à Arnaville, présente un habitat de la culture de Michelsberg (4300 / 3700 av. J.C.), ainsi que des grottes sépulcrales à proximité, soit à Arnaville même, soit à Bayonville-sur-Mad (le « trou des fées » et le « trou de la Botenoï »), soit à Novéant-sur-Moselle (les « Rochers de la Frasse »)[18].
- Le site de Maron, Grotte du Géant, où une sépulture a été découverte en 1900[19].
- Le Néolithique final a aussi livré des vestiges :
  - vestiges de positions défensives trouvées à Vaudémont, Arnaville, Malzéville et Ludres ;
  - un marteau-hache de 22 cm de longueur a été trouvé à Tomblaine.
  - Le site archéologique du Mont-Saint-Germain comprend des traces d'occupation humaine allant de la préhistoire jusqu'au XVIe siècle. Il fut occupé dès le 4e millénaire avant Jésus-Christ (néolithique moyen II et néolithique final)[20].

Dès le néolithique une présence humaine régulière a lieu sur la côte du Montet à Vandoeuvre-lès-Nancy comme l'attestent plusieurs pièces trouvées par MM. Barthélemy, Bleicher et Guérin,.

### Mégalithisme
- Des mégalithes subsistent à Savonnières-devant-Bar (Dame Xonne), Norroy-lès-Pont-à-Mousson (Pierre au Jô), Meisenthal (Breitenstein), Raon-l'Étape (La Pierre Borne) et Remiremont (La Pierre Kerlinkin).
- La pierre au jô est le seul menhir répertorié officiellement en Meurthe-et-Moselle[23].